# 乌尔里希·博罗卡
乌尔里希·博罗卡（德語：Ulrich Borowka，1962年5月19日—），德国前男子足球运动员，场上位置是后卫。他曾代表西德国家队参加1988年欧洲足球锦标赛，结果队伍止步半决赛。